# Renfanesäckmal
Renfanesäckmal (Coleophora tanaceti) är en fjärilsart som beskrevs av Mühlig 1865. Renfanesäckmal ingår i släktet Coleophora, och familjen säckmalar. Arten är reproducerande i Sverige.

## Bildgalleri

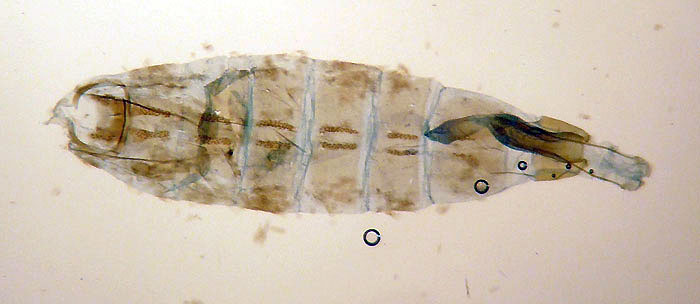